# 札幌運転免許試験場

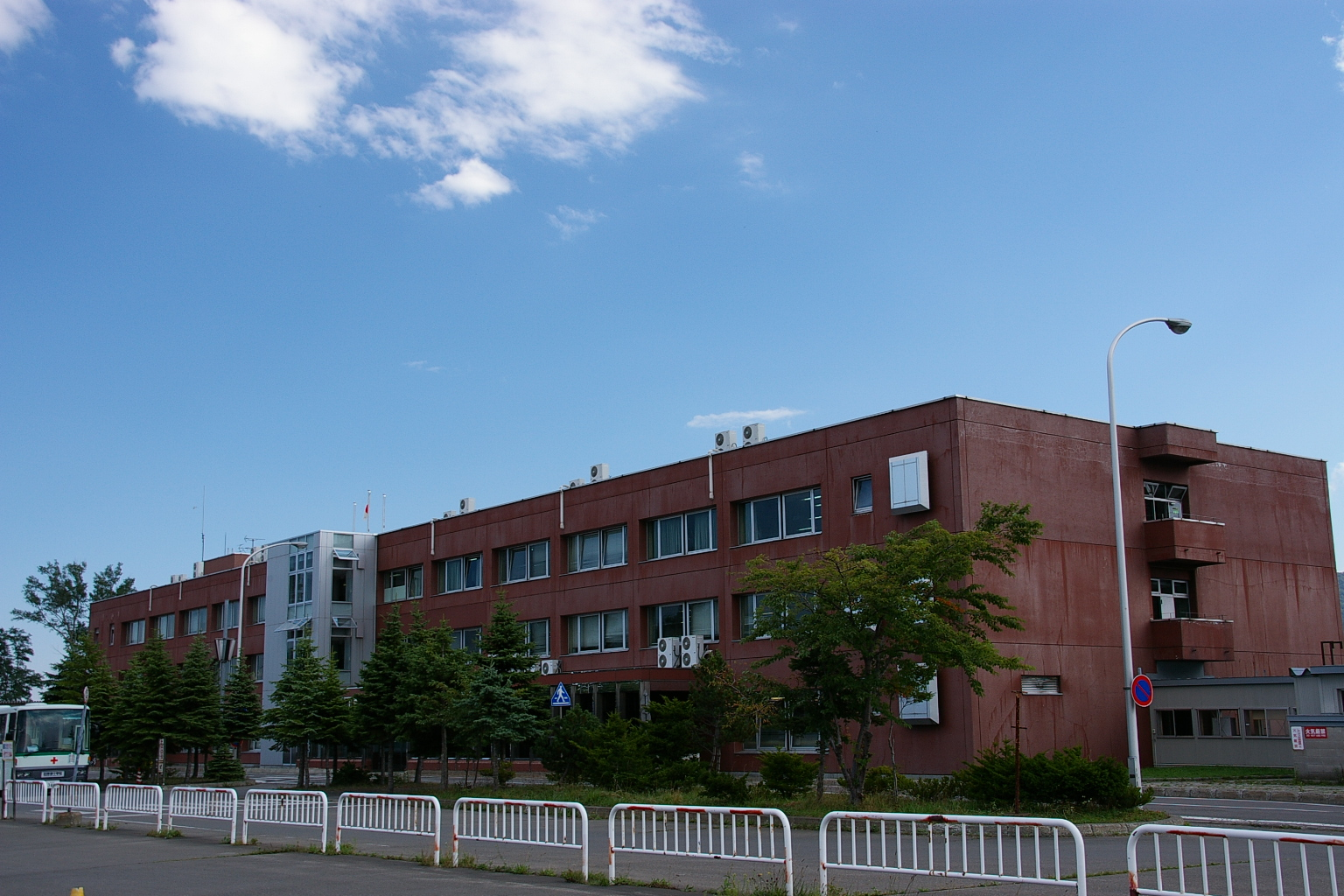
試験場正面（2008年9月）

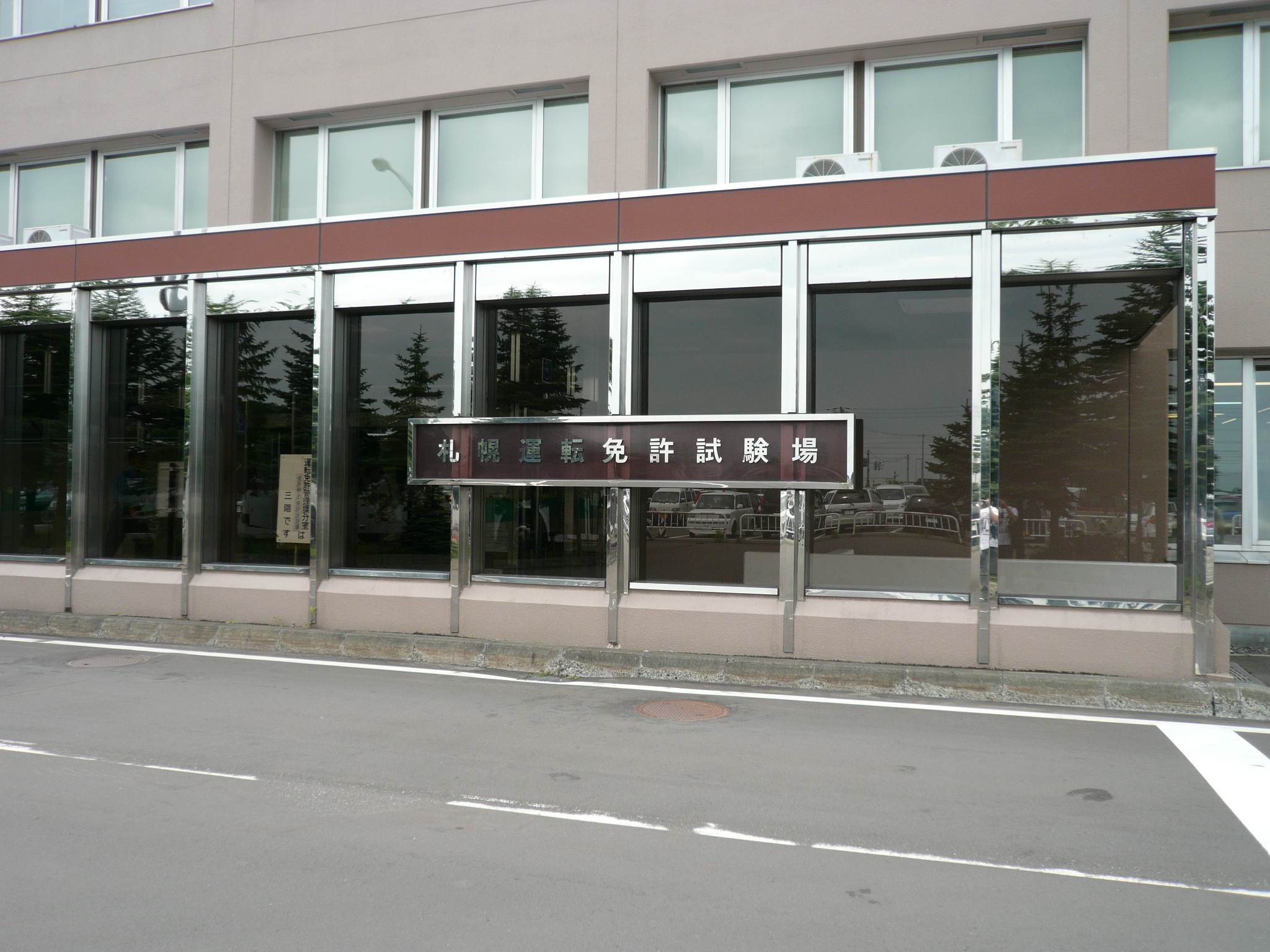
試験場入口（2010年8月）

札幌運転免許試験場（さっぽろうんてんめんきょしけんじょう、英語：Sapporo Driver's License Examination Hall）は、北海道警察（札幌方面）が管理する運転免許試験場であり、場長は警視相当職の一般職員である。
また、札幌市手稲区における指定緊急避難場所（大規模な火事）に指定されている。

## 所在地
- 北海道札幌市手稲区曙5条4丁目1-1

## 管轄
- 石狩地方・胆振地方・日高地方の全域
- 空知地方のうち深川市と雨竜郡を除く地域。
- 後志地方のうち寿都郡、島牧郡を除く地域[2]。

## 沿革
- 1955年12月 - 札幌郡豊平町真駒内（現・札幌市豊平区平岸1条22丁目付近）にて初代試験場着工[3]。
- 1956年7月 - 初代試験場完成[3]。
- 1982年
  - 4月8日 - 札幌市西区手稲山口に現試験場落成、鉄筋コンクリート造3階建ての庁舎や[4]、4万平米のコースを整備[5]。
  - 4月12日 - 免許再交付業務を開始[6]。
  - 5月1日 - 新規免許即日交付を開始[6]。
  - 7月1日 - 更新免許即日交付を開始[6]。
  - 11月6日 - 土日更新手続き開始[7]。
- 1992年
  - 7月16日 - 長さ130m幅30m樹脂舗装の夏季冬道運転訓練コースの運用を開始[8]。
  - 8月15日 - 北海道庁の完全週休二日制移行に伴い土曜を定休日とする[9]。

## 周辺
- 国道337号（道央新道・道央圏連絡道路）
- 下手稲通
- 曙通
- 曲長通
- 手稲工業団地
- 手稲山口軽工業団地
- 札幌市星置スケート場
- 明日風公園
- 手稲自動車学校
- 札幌クレーン特殊学校
- スーパーセンタートライアル手稲星置店
- パストラル星置・手稲山口複合商業施設
- イオン札幌手稲山口ショッピングセンター

## 交通機関
- JR北海道函館本線稲穂駅から徒歩約20分。
- バス停「運転免許試験場」- 敷地内入口横
  - 手稲駅北口または星置駅北口からジェイ・アール北海道バス 手81・手90 試験場線
  - 滝川駅前・砂川市立病院・奈井江駅前・美唄駅前・岩見沢ターミナルから北海道中央バス札幌運転免許試験場線（2 - 4月の水曜日のみ運行、要予約）
    - 札幌駅バスターミナル・宮の沢バスターミナルからバスが出ていたが、現在は廃止された。

## その他
- 500台分の駐車場あり。ただし大型車は駐車不可である。